# (10329) 1991 GJ1
A (10329) 1991 GJ1 a Naprendszer kisbolygóövében található aszteroida. Ueda Szeidzsi és Kaneda Hirosi fedezte fel 1991. április 11-én.

## Kapcsolódó szócikk
- Kisbolygók listája (10001–10500)